# Belleville, Pennsylvania
Belleville är en ort i Mifflin County i delstaten Pennsylvania, USA.